# Даффи, Фрэнк (кёрлингист)
Фрэнк Да́ффи (англ. Frank Duffy; 27 августа 1959, Файф — 16 декабря 2010, Фолкленд, Файф) — шотландский и британский кёрлингист на колясках. Участник сборной Великобритании на зимних Паралимпийских играх 2006. Участник сборной Шотландии на нескольких чемпионатах мира.
Начал заниматься кёрлингом в 12 лет. В 35 лет в результате аварии на работе был частично парализован снизу до пояса и перешёл в кёрлинг на колясках.
Скончался в 2010 в своей сгоревшей автомашине, есть подозрения, что это было самоубийство.

## Достижения
- Зимние Паралимпийские игры: серебро (2006).
- Чемпионат мира по кёрлингу на колясках: золото (2004, 2005), бронза (2002).
- Чемпионат Шотландии по кёрлингу на колясках: золото (2004, 2005).[6]

## Команды
| Сезон   | Четвёртый   | Третий         | Второй         | Первый        | Запасной     | Тренер          | Турниры  |
| ------- | ----------- | -------------- | -------------- | ------------- | ------------ | --------------- | -------- |
| 2001—02 | Фрэнк Даффи | Alex Harvey    | Майкл Маккриди | Elaine Lister | James Sellar | Джейн Сандерсон | ЧМК 2002 |
| 2003—04 | Фрэнк Даффи | Майкл Маккриди | Кен Диксон     | Эйнджи Мэлоун | James Sellar | Джейн Сандерсон | ЧМК 2004 |
| 2004—05 | Фрэнк Даффи | Майкл Маккриди | Том Киллин     | Эйнджи Мэлоун | Кен Диксон   | Джейн Сандерсон | ЧМК 2005 |
| 2005—06 | Фрэнк Даффи | Майкл Маккриди | Том Киллин     | Эйнджи Мэлоун | Кен Диксон   | Том Пендрей     | ЗПИ 2006 |

(скипы выделены полужирным шрифтом)